# Шёнбейн, Кристиан Фридрих
Кристиан Фридрих Шёнбейн (нем. Christian Friedrich Schönbein; 18 октября 1799[…], Метцинген или Residential and commercial building Reutlinger Straße 2 (Metzingen), Тюбинген — 29 августа 1868[…], Баден-Баден, Великое герцогство Баден) — немецко-швейцарский учёный-химик, автор термина геохимия.

## Биография
Кристиан Фридрих Шёнбейн учился в Тюбингенском и Эрлангенском университетах. Работал в Швейцарии, профессор Базельского университета (с 1828), открыл озон (1839), пироксилин (1845).
Первые его работы были посвящены изучению вопроса о пассивности железа и связанным с этим вопросом электрохимическим исследованиям. В 1840 году во время исследования окисления белого фосфора и электролиза воды выделил химическим путём озон. О существовании озона было известно с 1785 года из опытов Мартина Ван Марума по пропусканию электрической искры через кислород, Шёнбейн описал химические методы получения озона и дал ему название от греческого слова др.-греч. ózō («пахну») из-за его характерного запаха. Озону посвящена его книга «Получение озона химическими способами» (нем. Ueber die Erzeugung des Ozon auf chemischem Wege) (Базель, 1844).
Основное направление его работ — каталитическая активность реагентов. Выдвинул положение, что химическая реакция представляет собой сумму последовательных процессов. В работе «Вклад в физическую химию» (1844) раскритиковал идею Берцелиуса о «каталитической силе» и мнение Фарадея об адсорбции как о чисто физическом явлении.
Открыл нитросахарин, нитроамид, пироксилин (1845) и коллодий(1846).
Существует история о том, что Шёнбейн открыл пироксилин случайно. Во время экспериментов с азотной кислотой он разлил её на фартук жены и стал сушить его у печки, но фартук внезапно взорвался. При взаимодействии хлопка фартука с азотной кислотой образовалась нитроцеллюлоза, по своим взрывчатым свойствам превосходящая порох. Шёнбейн первый разработал приемлемый способ получения нитроцеллюлозы. Были попытки применить её для производства «бездымного пороха», однако они не увенчались успехом из-за высокой взрывоопасности вещества. Уже после смерти Шёнбейна английские химики Фредерик Август Абель и Джеймс Дьюар на основе нитроцеллюлозы и нитроглицерина разработали кордит, который использовался в качестве порохового элемента в огнестрельном оружии и артиллерии.
Ввёл термин геохимия (1838).
Большая часть его работ напечатана в «Verhandlungen der Naturforschenden Gesellschaft in Basel» и в «Poggendorff’s Annalen». Отдельно им издано: «Das Verhalten des Eisens zum Sauerstoff» (Базель, 1837); «Beiträge zur physik. Chemie» (ib., 1844); «Ueber die langsame und rasche Verbrennung der Körper in atmosphärischer Luft» (ib., 1845). Его биографию написал Hagenbach (Базель, 1868).